# Катков, Виктор Георгиевич
Виктор Георгиевич Катков (3 июня 1952, Джамбул, Казахская ССР) — советский футболист, казахстанский футбольный тренер.

## Биография
С 12 лет в Джамбулской ДЮСШ играл на разных позициях, чаще нападающим. С десятого класса начал выступать на позиции полузащитника. Тренеры — Джапар Сулейменович Саургалиев, Николай Григорьевич Лейкин, Евгений Петрович Ротт. В составе команды ДЮСШ победитель зонального и призёр финального турнира среди юношеских команд Казахской ССР, вошёл в список 11 лучших футболистов республики своего возраста.
В 1970—1971 годах играл за «Энергетик»/«Алатау» Джамбул. В 1972—1974 годах в высшей лиге в составе «Кайрата» сыграл 41 матч, в 1975 в первой лиге в 22 играх забил три гола. В дальнейшем играл за команды «Целинник» Целиноград (1976, 1978, вторая лига), «Таврия» Симферополь (1977, первая лига), «Химик» Джамбул (1979—1980, вторая лига).
В 1981 году — завуч СДЮШОР «Кайрат». В 1982—1984 годах — начальник команды «Химик» Джамбул, с мая 1984 по 1985 — старший тренер. В 1986 году — тренер-преподаватель по футболу СДЮШОР «Кайрат». 1987—1992 — тренер сборной команды СССР МЦОП, ведущий специалист по командам мастеров Футбольной ассоциации Казахстана. 1988—1989 — главный тренер сборной Казахской ССР.
1992 — главный тренер клуба «Арман» Кентау, 1993 — главный тренер «Ажара» Кокшетау.
1994—1998 годы — технический директор, начальник и главный тренер «Кайрата».
1998—2008 — главный тренер штатной команды ЦСКА МОРК. 2008—2009 — директор департамента детско-юношеского футбола ФФК. 2009 — директор департамента сборных команд Казахстана. 2009—2014 — вице-президент ФФК.
С 2013 года — Председатель комитета регионального развития. С июня 2014 года — директор представительства ФФК в Алма-Ате.
Ушёл в отставку в звание майора.
Автор нескольких методических пособий по футболу — «Подготовительный период» (в соавторстве с П. Черепановым), «Программирование подготовки футбольных команд» (в соавторстве с П. Черепановым и А. Убыкиным).
Был членом Исполнительного комитета ФФК, членом технического комитета ФСК, инспектором матчей команд чемпионата Казахстана.

## Звания
- Мастер спорта СССР по футболу
- Заслуженный тренер Республики Казахстан (2001)
- Почётный знак «За заслуги в развитии физической культуры и спорта Республики Казахстан»
- Почётный знак НОК РК
- Нагрудный знак «Құрметті спорт қызметкері»